# ［リミット］
『［リミット］』（原題: Buried）は、2010年のスペイン映画。映画はほぼ全編、主人公が閉じ込められた棺の中だけで展開し、主演のライアン・レイノルズは一人芝居を演じた。
ナショナル・ボード・オブ・レビュー賞 (2010年)で、インディペンデント映画トップ10の1本に選ばれた。また、ゴヤ賞の最優秀脚本賞も受賞した。

## ストーリー
アメリカに妻を残して、イラクのバアクーバで民間土建業者「CRT (Crestin, Roland and Thomas)」のトラック運転手をしているポール・コンロイ。ある日彼は何者かに襲われ、気がつくと粗末な棺に閉じ込められて、棺は地中のどこかに埋められていた。手元には自分のものではないブラックベリーの携帯電話とライター。状況が全く分からずに混乱するポールは、外界とのコンタクトを試み、911にコールするが、なぜかヤングスタウン (オハイオ州)の緊急センターに繋がってしまい、電話は切れてしまう。アメリカ国務省(DOS)に助けを求めるが...

## キャスト
| 役名                   | 俳優                           | 日本語吹替 |
| ---------------------- | ------------------------------ | ---------- |
| ポール・コンロイ       | ライアン・レイノルズ           | 東地宏樹   |
| ダン・ブレナー         | ロバート・パターソン           | 田中允貴   |
| ハビル                 | ホセ・ルイス・ガルシア・ペレス | 広田みのる |
| アラン・ダヴェンポート | スティーヴン・トボロウスキー   | 森源次郎   |
| リンダ・コンロイ       | サマンサ・マシス               | 小橋知子   |

## 評価
Rotten Tomatoesでは、85%（85名中72名）の評論家が本作に肯定的な評価を下し、また平均点は10点満点で7.1点となった。